# FC Cahul-2005
FC Cahul-2005 is een Moldavische voetbalclub uit Cahul.
De club werd in 1980 opgericht als FC Cahul en speelde vanaf 1992 als Tricon Cahul naar het bouwbedrijf Tricon wat de hoofdsponsor was. De club ging in 1993 failliet. Tussen 1995 en 1998 speelde de militaire club CSA Victoria in Cahul en verhuisde toen naar Chişinǎu. In 1999 werd FC Cahul heropgericht. Na een faillissement werd in 2005 een doorstart gemaakt als FC Cahul-2005.
Ten tijde van de Sovjet-Unie speelde Cahul in de regionale reeksen. Bij de start van de Moldavische competitie in 1992 kwam de club op het tweede niveau te spelen en promoveerde direct. Op het hoogste niveau degradeerde Tricon Cahul vervolgens in 1993. Vanaf 2017 speelde Cahul-2005 op het tweede niveau. In 2021 werd de club tweede maar vroeg geen licentie aan voor een plaats in de Divizia Națională.
FC Fălești ·
Iskra Rîbnița · 
Olimp Comrat · 
FC Saksan ·
Sheriff 2 ·
Drochia ·
Nisporeni ·
FC Stăuceni ·
FCM Ungheni ·
Univer Comrat ·
Victoria ·
Vulturii